# Slaveri i Ukraina
Slaveri  har spårats från antiken och framåt i de områden som senare kom att utgöra nationen Ukraina.

## Historik
Territoriet har historiskt utgjort ett genomfartsområde för olika folk, kulturer och civilisationer, som alla praktiserat slaveriet på olika sätt. Den äldsta spårade kulturen om vilken det finns mer information om dess slaveri, är den skytiska. Regionen har också sedan antiken ett tätt samband med slavhandeln på Svarta havet, som under tusentals år utgjorde ett centrum för slavhandeln i Europa och Medelhavsområdet. 

### Antiken
Under antiken var skyterna bosatte i nuvarande Ukraina. Skyterna höll sina egna slavar. De levererade också slavar till de grekiska kolonierna som upprätthöll slavhandeln på Svarta havet. 

### Medeltiden
Under medeltiden var Ukraina en del av Kievrus från 800-talet till 1200-talet. Slaveriet spelade en viktig roll i Kievrus. Utöver att Kievrus höll sina egna slavar, deltog de också som leverantörer till de bysantinska och senare italienska kolonier som upprätthöll slavhandeln på Svarta havet.
Under Mongolväldet bedrev de ryska furstendömerna i nuvarande Ukraina en aktiv slavhandel som leverantörer av slavar till de italienska kolonier som upprätthöll slavhandeln på Svarta havet. De levererade också slavar till Mongolrikets slavhandel. 

### Tidigmodern tid
Under tidigmodern tid blev nuvarande Ukraina nästan avfolkat. Det blev känd som de Vilda fälten, som ständigt utsattes för krimtatarernas slavräder, som ständigt levererade slavar till Krimkhanatets slavhandel på Krim, som i sin tur sålde slavar till slaveri i Osmanska riket. 
Under 1700-talet lades Ukraina under ryskt välde och slavhandeln på Krim avskaffades när Krimkhanatet år 1783 anslöts till Ryssland. En stor del av Ukrainas innevånare levde sedan under livegenskap i Ryssland fram till 1861.